# (3306) Byron
(3305) Ceadams (1979 WS; 1979 TJ2; 1979 SM11; 1978 JJ; 1971 FK; 1969 US2; 1962 RL; 1952 UJ1; 1951 GS) ist ein ungefähr siebeneinhalb Kilometer großer Asteroid des inneren Hauptgürtels, der am 24. September 1979 vom russischen, damals sowjetischen, Astronomen Nikolai Stepanowitsch Tschernych am Krim-Observatorium (Zweigstelle Nautschnyj) auf der Halbinsel Krim (IAU-Code: 095) entdeckt wurde.

## Benennung
(3306) Byron wurde nach dem britischen Dichter George Gordon Byron (1788–1824; Lord George Noel Gordon Byron) benannt.